# Чанцзі-Хуейська автономна префектура
44°01′00″ пн. ш. 87°19′00″ сх. д. / 44.016667° пн. ш. 87.316667° сх. д.
Чанцзі-Хуейська автономна префектура (кит. 昌吉回族自治州, пін. Chāngjí Huízú Zìzhìzhōu) — адміністративна одиниця другого рівня у складі Сіньцзян-Уйгурського автономного району, КНР. Центр префектури — місто Чанцзі.
Префектура площею 73 659 км² межує з Монголією (аймак Ховд) на північному сході.

## Адміністративний поділ
Префектура поділяється на 2 міста та 5 повітів (один з них є автономним):
| Карта                                                  | Карта           | Карта            | Карта            |
| ------------------------------------------------------ | --------------- | ---------------- | ---------------- |
| Манас Хутубі ① Фукан Джимсар Цітай Морі-Казах ① Чанцзі |                 |                  |                  |
| Статус                                                 | Назва           | Оригінал         | Населення (2010) |
| Місто                                                  | Чанцзі          | 昌吉市           | 426 253          |
| Місто                                                  | Фукан           | 阜康市           | 165 006          |
| Повіт                                                  | Джимсар         | 吉木萨尔县       | 113 284          |
| Повіт                                                  | Манас           | 玛纳斯县         | 237 558          |
| Повіт                                                  | Хутубі          | 呼图壁县         | 210 201          |
| Повіт                                                  | Цітай           | 奇台县           | 210 566          |
| Автономний повіт                                       | Морі-Казахський | 木垒哈萨克自治县 | 65 719           |